# Plan restrukturyzacyjny
Plan restrukturyzacyjny – plan zatwierdzany przez właściwy organ przedsiębiorcy, który powinien określać działania mające na celu przywrócenie przedsiębiorcy długookresowej zdolności do konkurowania na rynku, w oparciu o restrukturyzację majątkową, finansową, organizacyjną, zatrudnienia lub mającą na celu modernizację lub racjonalizację produkcji, w tym zmianę profilu produkcyjnego.
Według polskiego prawa restrukturyzacyjnego plan restrukturyzacyjny powinien zawierać co najmniej:
1) opis przedsiębiorstwa dłużnika wraz z informacją o aktualnym oraz przyszłym stanie podaży i popytu w sektorze rynku, na którym przedsiębiorstwo działa;
2) analizę przyczyn trudnej sytuacji ekonomicznej dłużnika;
3) prezentację proponowanej przyszłej strategii prowadzenia przedsiębiorstwa dłużnika oraz informację na temat poziomu i rodzaju ryzyka;
4) pełny opis i przegląd planowanych środków restrukturyzacyjnych i związanych z nimi kosztów;
5) harmonogram wdrożenia środków restrukturyzacyjnych oraz ostateczny termin wdrożenia planu restrukturyzacyjnego;
6) informację o zdolnościach produkcyjnych przedsiębiorstwa dłużnika, w szczególności o ich wykorzystaniu i redukcji;
7) opis metod i źródeł finansowania, w tym wykorzystania dostępnego kapitału, sprzedaży aktywów w celu finansowania restrukturyzacji, finansowych zobowiązań udziałowców i osób trzecich, w szczególności banków lub innych kredytodawców, wielkości udzielonej i wnioskowanej pomocy publicznej oraz pomocy de minimis lub pomocy de minimis w rolnictwie lub rybołówstwie i wykazania zapotrzebowania na nią;
8) projektowane zyski i straty na kolejne pięć lat oparte na co najmniej dwóch prognozach;
9) imiona i nazwiska osób odpowiedzialnych za wykonanie układu;
10) imiona i nazwiska autorów planu restrukturyzacyjnego;
11) datę sporządzenia planu restrukturyzacyjnego.